# Llista de masies de la Conca de Barberà
Per municipi

Llista de masies i altres construccions relacionades de la Conca de Barberà ordenades per municipi.
Informació actualitzada per un bot. Els canvis manuals es perdran quan s'actualitzi!
| imatge | Nom                                | instància de  | Municipi                | Elevació s.n.m. en m | estat de conservació | coordenades                                                          | Protecció                                  | Commons (més fotos)                      | WD                            |
| ------ | ---------------------------------- | ------------- | ----------------------- | -------------------- | -------------------- | -------------------------------------------------------------------- | ------------------------------------------ | ---------------------------------------- | ----------------------------- |
|        | Botet del Negret                   | masia         | Barberà de la Conca     |                      |                      | 41° 24′ 08″ N, 1° 13′ 10″ E / 41.4021690777223°N,1.21940354850357°E  |                                            |                                          | Modifica les dades a Wikidata |
|        | el Maçó                            | masia         | Barberà de la Conca     |                      |                      | 41° 25′ 55″ N, 1° 12′ 48″ E / 41.4319353452563°N,1.21346778411114°E  |                                            |                                          | Modifica les dades a Wikidata |
|        | Mas Danda                          | masia         | Barberà de la Conca     |                      |                      | 41° 23′ 29″ N, 1° 14′ 43″ E / 41.3913987018692°N,1.24532934672887°E  |                                            |                                          | Modifica les dades a Wikidata |
|        | Mas del Bellver                    | masia         | Barberà de la Conca     |                      |                      | 41° 24′ 16″ N, 1° 13′ 19″ E / 41.4043896678061°N,1.22204656571726°E  |                                            |                                          | Modifica les dades a Wikidata |
|        | Mas del Civit                      | masia         | Barberà de la Conca     |                      |                      | 41° 24′ 04″ N, 1° 13′ 16″ E / 41.400990718388°N,1.2212081871678°E    |                                            |                                          | Modifica les dades a Wikidata |
|        | Mas del Marquet                    | masia         | Barberà de la Conca     |                      |                      | 41° 25′ 01″ N, 1° 14′ 23″ E / 41.4170182801727°N,1.23966218004108°E  |                                            |                                          | Modifica les dades a Wikidata |
|        | Mas del Nofre                      | masia         | Barberà de la Conca     |                      |                      | 41° 23′ 53″ N, 1° 15′ 23″ E / 41.3980954421595°N,1.25628576143044°E  |                                            |                                          | Modifica les dades a Wikidata |
|        | Mas del Pelat                      | masia         | Barberà de la Conca     |                      |                      | 41° 24′ 10″ N, 1° 12′ 05″ E / 41.4028267322506°N,1.20146534328775°E  |                                            |                                          | Modifica les dades a Wikidata |
|        | Mas del Serrador                   | masia         | Barberà de la Conca     |                      |                      | 41° 23′ 48″ N, 1° 14′ 38″ E / 41.3965906790524°N,1.24381408476537°E  |                                            |                                          | Modifica les dades a Wikidata |
|        | Mas del Xaconet                    | masia         | Barberà de la Conca     |                      |                      | 41° 24′ 12″ N, 1° 14′ 46″ E / 41.4034068923083°N,1.24603506695601°E  |                                            |                                          | Modifica les dades a Wikidata |
|        | el Casalot                         | masia         | Blancafort              |                      |                      | 41° 27′ 32″ N, 1° 09′ 08″ E / 41.4590140215514°N,1.15214079287078°E  |                                            |                                          | Modifica les dades a Wikidata |
|        | el Masó                            | masia         | Blancafort              |                      |                      | 41° 26′ 01″ N, 1° 09′ 39″ E / 41.43350351204°N,1.16095531246666°E    |                                            |                                          | Modifica les dades a Wikidata |
|        | Mas de la Victòria                 | masia         | Blancafort              |                      |                      | 41° 26′ 25″ N, 1° 09′ 29″ E / 41.4402495769438°N,1.15813149673612°E  |                                            |                                          | Modifica les dades a Wikidata |
|        | Mas del Miret                      | masia         | Blancafort              | 594                  |                      | 41° 27′ 51″ N, 1° 09′ 01″ E / 41.464175°N,1.15032167°E               |                                            |                                          | Modifica les dades a Wikidata |
|        | Mas del Moix                       | masia         | Blancafort              |                      |                      | 41° 27′ 34″ N, 1° 08′ 29″ E / 41.4593383036234°N,1.14152340110229°E  |                                            |                                          | Modifica les dades a Wikidata |
|        | Ca l'Ermità                        | masia         | Conesa                  |                      |                      | 41° 31′ 05″ N, 1° 16′ 08″ E / 41.5179185016494°N,1.26899919192639°E  |                                            |                                          | Modifica les dades a Wikidata |
|        | Ca la Colometa                     | masia         | Conesa                  |                      |                      | 41° 30′ 37″ N, 1° 17′ 43″ E / 41.5102583963112°N,1.29524154550803°E  |                                            |                                          | Modifica les dades a Wikidata |
|        | Cal Duc                            | masia         | Conesa                  |                      |                      | 41° 30′ 35″ N, 1° 16′ 02″ E / 41.509778206042°N,1.2673603086189°E    |                                            |                                          | Modifica les dades a Wikidata |
|        | Cal Gallard                        | masia         | Conesa                  |                      |                      | 41° 30′ 36″ N, 1° 15′ 54″ E / 41.5099480593675°N,1.26486192333965°E  |                                            |                                          | Modifica les dades a Wikidata |
|        | Cal Jaume                          | masia         | Conesa                  |                      |                      | 41° 30′ 35″ N, 1° 17′ 41″ E / 41.5098459590308°N,1.29476108399419°E  |                                            |                                          | Modifica les dades a Wikidata |
|        | Cal Pati                           | masia         | Conesa                  | 725                  |                      | 41° 30′ 34″ N, 1° 17′ 47″ E / 41.50955278°N,1.29630278°E             |                                            |                                          | Modifica les dades a Wikidata |
|        | Cal Pere de la Malena              | masia         | Conesa                  |                      |                      | 41° 30′ 07″ N, 1° 18′ 28″ E / 41.5020223781683°N,1.30779817447446°E  |                                            |                                          | Modifica les dades a Wikidata |
|        | Canals                             | masia         | Conesa                  |                      |                      | 41° 30′ 43″ N, 1° 17′ 42″ E / 41.511990726267°N,1.294861779157°E     |                                            |                                          | Modifica les dades a Wikidata |
|        | Casa Gran de Savella               | masia         | Conesa                  | 803                  |                      | 41° 30′ 59″ N, 1° 14′ 55″ E / 41.5165008767278°N,1.24854476120635°E  |                                            | Casa Gran de Savella                     | Modifica les dades a Wikidata |
|        | la Masieta                         | masia         | Conesa                  |                      |                      | 41° 30′ 50″ N, 1° 14′ 34″ E / 41.5139438897089°N,1.24270596010347°E  |                                            |                                          | Modifica les dades a Wikidata |
|        | la Solana                          | masia         | Conesa                  |                      |                      | 41° 30′ 11″ N, 1° 17′ 23″ E / 41.5029997736556°N,1.28984871209702°E  |                                            |                                          | Modifica les dades a Wikidata |
|        | Mas d'Huguet                       | masia         | Conesa                  |                      |                      | 41° 30′ 29″ N, 1° 19′ 08″ E / 41.50793333°N,1.31892389°E             |                                            |                                          | Modifica les dades a Wikidata |
|        | Mas de Joanot                      | masia         | Conesa                  |                      |                      | 41° 30′ 34″ N, 1° 16′ 43″ E / 41.5095677354882°N,1.2785081447738°E   |                                            |                                          | Modifica les dades a Wikidata |
|        | Mas de Modesto                     | masia         | Conesa                  |                      |                      | 41° 31′ 18″ N, 1° 17′ 35″ E / 41.5215396891407°N,1.2931237420111°E   |                                            |                                          | Modifica les dades a Wikidata |
|        | Mas de Moncosí                     | masia         | Conesa                  |                      |                      | 41° 31′ 31″ N, 1° 15′ 00″ E / 41.5251687657894°N,1.24994096833106°E  |                                            |                                          | Modifica les dades a Wikidata |
|        | Mas de Segarra                     | masia         | Conesa                  |                      |                      | 41° 30′ 45″ N, 1° 17′ 16″ E / 41.5125145166243°N,1.28765698795312°E  |                                            |                                          | Modifica les dades a Wikidata |
|        | Mas del Borrell                    | masia         | Conesa                  |                      |                      | 41° 31′ 19″ N, 1° 18′ 32″ E / 41.522°N,1.30877°E                     |                                            |                                          | Modifica les dades a Wikidata |
|        | Mas del Fabregat                   | masia         | Conesa                  |                      |                      | 41° 29′ 54″ N, 1° 15′ 32″ E / 41.4983725388773°N,1.25879743328486°E  |                                            |                                          | Modifica les dades a Wikidata |
|        | Mas del Fuster                     | masia         | Conesa                  |                      |                      | 41° 31′ 15″ N, 1° 16′ 19″ E / 41.5207464771735°N,1.27197987017179°E  |                                            |                                          | Modifica les dades a Wikidata |
|        | Mas del Jan                        | masia         | Conesa                  |                      |                      | 41° 31′ 25″ N, 1° 18′ 16″ E / 41.52366389°N,1.30455278°E             |                                            |                                          | Modifica les dades a Wikidata |
|        | Mas del Llarg                      | masia         | Conesa                  |                      |                      | 41° 31′ 40″ N, 1° 17′ 59″ E / 41.5277162378886°N,1.29966145663752°E  |                                            |                                          | Modifica les dades a Wikidata |
|        | Mas del Muntanyès                  | masia         | Conesa                  |                      |                      | 41° 31′ 38″ N, 1° 16′ 04″ E / 41.5270982381639°N,1.26791546410548°E  |                                            |                                          | Modifica les dades a Wikidata |
|        | Mas del Musurt                     | masia         | Conesa                  |                      |                      | 41° 30′ 35″ N, 1° 17′ 35″ E / 41.5098°N,1.29309°E                    |                                            |                                          | Modifica les dades a Wikidata |
|        | Mas del Nou                        | masia         | Conesa                  |                      |                      | 41° 30′ 18″ N, 1° 14′ 50″ E / 41.504967990768°N,1.2471200303884°E    |                                            |                                          | Modifica les dades a Wikidata |
|        | Saladern                           | masia         | Conesa                  |                      |                      | 41° 32′ 25″ N, 1° 14′ 59″ E / 41.5402071974592°N,1.24973926770506°E  |                                            |                                          | Modifica les dades a Wikidata |
|        | Torlanda                           | masia         | Conesa                  |                      |                      | 41° 30′ 04″ N, 1° 17′ 34″ E / 41.501008244304°N,1.29281248578586°E   |                                            |                                          | Modifica les dades a Wikidata |
|        | Torre del Margaridó                | masia         | Conesa                  |                      |                      | 41° 29′ 58″ N, 1° 15′ 20″ E / 41.4993138894587°N,1.25553745608874°E  |                                            |                                          | Modifica les dades a Wikidata |
|        | Ca l'Agustí                        | masia         | Forès                   |                      |                      | 41° 29′ 31″ N, 1° 14′ 03″ E / 41.4920178410772°N,1.23426650302752°E  |                                            |                                          | Modifica les dades a Wikidata |
|        | Ca l'Aleix                         | masia         | Forès                   |                      |                      | 41° 29′ 33″ N, 1° 13′ 48″ E / 41.49239°N,1.23008°E                   |                                            |                                          | Modifica les dades a Wikidata |
|        | Ca la Marina                       | masia         | Forès                   |                      |                      | 41° 29′ 35″ N, 1° 14′ 33″ E / 41.4929293485663°N,1.24261533256482°E  |                                            |                                          | Modifica les dades a Wikidata |
|        | Cal Bernat                         | masia         | Forès                   |                      |                      | 41° 29′ 35″ N, 1° 13′ 47″ E / 41.493102493374°N,1.2298286156001°E    |                                            |                                          | Modifica les dades a Wikidata |
|        | Cal Boldú                          | masia         | Forès                   |                      |                      | 41° 29′ 41″ N, 1° 13′ 51″ E / 41.4948557682738°N,1.23079914387006°E  |                                            |                                          | Modifica les dades a Wikidata |
|        | Casalot de les Monges              | masia         | Forès                   |                      |                      | 41° 29′ 42″ N, 1° 13′ 14″ E / 41.4949125559612°N,1.22047106190138°E  |                                            |                                          | Modifica les dades a Wikidata |
|        | el Convent de les Monges           | masia         | Forès                   |                      |                      | 41° 29′ 47″ N, 1° 15′ 26″ E / 41.4962607358418°N,1.25733254791409°E  |                                            |                                          | Modifica les dades a Wikidata |
|        | Mas del Biel                       | masia         | Forès                   |                      |                      | 41° 28′ 24″ N, 1° 12′ 44″ E / 41.4732331126824°N,1.21235793309453°E  |                                            |                                          | Modifica les dades a Wikidata |
|        | Mas del Bot                        | masia         | Forès                   |                      |                      | 41° 28′ 26″ N, 1° 13′ 08″ E / 41.4739399681177°N,1.2190210396476°E   |                                            |                                          | Modifica les dades a Wikidata |
|        | Mas del Duc                        | masia         | Forès                   |                      |                      | 41° 28′ 38″ N, 1° 13′ 49″ E / 41.47719722°N,1.23034722°E             |                                            |                                          | Modifica les dades a Wikidata |
|        | Mas del Pa Blanc                   | masia         | Forès                   |                      |                      | 41° 28′ 24″ N, 1° 12′ 46″ E / 41.4732324824454°N,1.21289685840476°E  |                                            |                                          | Modifica les dades a Wikidata |
|        | Mas del Rabadà                     | masia         | Forès                   |                      |                      | 41° 28′ 24″ N, 1° 12′ 46″ E / 41.4734720313646°N,1.21266273713155°E  |                                            |                                          | Modifica les dades a Wikidata |
|        | Mas del Sanaüja                    | masia         | Forès                   |                      |                      | 41° 28′ 33″ N, 1° 13′ 57″ E / 41.4759665863672°N,1.23245080087655°E  |                                            |                                          | Modifica les dades a Wikidata |
|        | Masia Fabregat                     | masia         | Forès                   |                      |                      | 41° 29′ 18″ N, 1° 12′ 56″ E / 41.48831667°N,1.21555278°E             |                                            |                                          | Modifica les dades a Wikidata |
|        | el Mirador de l'Agustinet          | masia         | l'Espluga de Francolí   |                      |                      | 41° 24′ 08″ N, 1° 07′ 27″ E / 41.402153006763°N,1.1242801474571°E    |                                            |                                          | Modifica les dades a Wikidata |
|        | el Poal del Franciscano            | masia         | l'Espluga de Francolí   |                      |                      | 41° 26′ 25″ N, 1° 07′ 59″ E / 41.4403758088929°N,1.13300367673321°E  |                                            |                                          | Modifica les dades a Wikidata |
|        | la Sénia                           | masia         | l'Espluga de Francolí   | 529                  |                      | 41° 27′ 13″ N, 1° 06′ 26″ E / 41.453708840731°N,1.10727643521633°E   |                                            |                                          | Modifica les dades a Wikidata |
|        | Mas Blanc                          | masia         | l'Espluga de Francolí   |                      |                      | 41° 26′ 07″ N, 1° 05′ 44″ E / 41.4352327115993°N,1.09564134514663°E  |                                            |                                          | Modifica les dades a Wikidata |
|        | Mas d'en Jover                     | masia         | l'Espluga de Francolí   |                      |                      | 41° 27′ 54″ N, 1° 07′ 08″ E / 41.465112731001°N,1.1188739378442°E    |                                            |                                          | Modifica les dades a Wikidata |
|        | Mas d'en Llord                     | masia         | l'Espluga de Francolí   |                      |                      | 41° 26′ 44″ N, 1° 07′ 59″ E / 41.44549167°N,1.13291944°E             |                                            |                                          | Modifica les dades a Wikidata |
|        | Mas d'en Xup                       | masia         | l'Espluga de Francolí   |                      |                      | 41° 27′ 00″ N, 1° 06′ 49″ E / 41.4500470033895°N,1.11354816855012°E  |                                            |                                          | Modifica les dades a Wikidata |
|        | Mas de Boquer                      | masia         | l'Espluga de Francolí   |                      |                      | 41° 25′ 19″ N, 1° 07′ 25″ E / 41.4220637132443°N,1.12353662984163°E  |                                            |                                          | Modifica les dades a Wikidata |
|        | Mas de Civit                       | masia         | l'Espluga de Francolí   |                      |                      | 41° 26′ 18″ N, 1° 04′ 57″ E / 41.438392877918°N,1.0825417337101°E    |                                            |                                          | Modifica les dades a Wikidata |
|        | Mas de Feló                        | masia         | l'Espluga de Francolí   |                      |                      | 41° 25′ 17″ N, 1° 04′ 59″ E / 41.4214246508461°N,1.08314548885484°E  |                                            |                                          | Modifica les dades a Wikidata |
|        | Mas de l'Agustinet                 | masia         | l'Espluga de Francolí   |                      |                      | 41° 23′ 57″ N, 1° 07′ 06″ E / 41.3991368381376°N,1.11832311837636°E  |                                            |                                          | Modifica les dades a Wikidata |
|        | Mas de l'Hortensi                  | masia         | l'Espluga de Francolí   |                      |                      | 41° 25′ 47″ N, 1° 06′ 16″ E / 41.429747375078°N,1.1043377617009°E    |                                            |                                          | Modifica les dades a Wikidata |
|        | Mas de l'Isidor                    | masia         | l'Espluga de Francolí   |                      |                      | 41° 27′ 00″ N, 1° 06′ 37″ E / 41.4499231198002°N,1.11039132051347°E  |                                            |                                          | Modifica les dades a Wikidata |
|        | Mas de la Bojona                   | masia         | l'Espluga de Francolí   |                      |                      | 41° 25′ 46″ N, 1° 07′ 18″ E / 41.4293356348527°N,1.12153204420707°E  |                                            |                                          | Modifica les dades a Wikidata |
|        | Mas de la Clara                    | masia         | l'Espluga de Francolí   |                      |                      | 41° 26′ 17″ N, 1° 08′ 08″ E / 41.43794167°N,1.1356025°E              |                                            |                                          | Modifica les dades a Wikidata |
|        | Mas de la Gaietana                 | masia         | l'Espluga de Francolí   |                      |                      | 41° 26′ 08″ N, 1° 07′ 15″ E / 41.435423761826°N,1.1209285547426°E    |                                            |                                          | Modifica les dades a Wikidata |
|        | Mas de Móra                        | masia         | l'Espluga de Francolí   |                      |                      | 41° 23′ 19″ N, 1° 07′ 17″ E / 41.3885751637999°N,1.12129488143472°E  |                                            |                                          | Modifica les dades a Wikidata |
|        | Mas de Paiet                       | masia         | l'Espluga de Francolí   |                      |                      | 41° 24′ 54″ N, 1° 04′ 55″ E / 41.414966625511°N,1.082034615739°E     |                                            |                                          | Modifica les dades a Wikidata |
|        | Mas de Segarreta                   | masia         | l'Espluga de Francolí   |                      |                      | 41° 26′ 55″ N, 1° 05′ 44″ E / 41.4485908384892°N,1.09569356377276°E  |                                            |                                          | Modifica les dades a Wikidata |
|        | Mas del Castell                    | masia         | l'Espluga de Francolí   |                      |                      | 41° 26′ 17″ N, 1° 07′ 26″ E / 41.4379589606296°N,1.12396442644465°E  |                                            |                                          | Modifica les dades a Wikidata |
|        | Mas del Civit                      | masia         | l'Espluga de Francolí   |                      |                      | 41° 25′ 02″ N, 1° 06′ 13″ E / 41.417124094182°N,1.1035084676741°E    |                                            |                                          | Modifica les dades a Wikidata |
|        | Mas del Pau Sastre                 | masia         | l'Espluga de Francolí   |                      |                      | 41° 24′ 56″ N, 1° 06′ 47″ E / 41.415480939406°N,1.1131282045602°E    |                                            |                                          | Modifica les dades a Wikidata |
|        | Mas del Porta                      | masia         | l'Espluga de Francolí   |                      |                      | 41° 24′ 37″ N, 1° 05′ 47″ E / 41.4103863496365°N,1.0964152299929°E   |                                            |                                          | Modifica les dades a Wikidata |
|        | Mas del Potreta                    | masia         | l'Espluga de Francolí   |                      |                      | 41° 26′ 33″ N, 1° 06′ 35″ E / 41.4425696568317°N,1.10961122345712°E  |                                            |                                          | Modifica les dades a Wikidata |
|        | Mas del Raspall                    | masia         | l'Espluga de Francolí   |                      |                      | 41° 26′ 52″ N, 1° 04′ 23″ E / 41.4476928001129°N,1.07314267403351°E  |                                            |                                          | Modifica les dades a Wikidata |
|        | Mas del Sala                       | masia         | l'Espluga de Francolí   |                      |                      | 41° 26′ 43″ N, 1° 07′ 48″ E / 41.4452452373587°N,1.13002704041046°E  |                                            |                                          | Modifica les dades a Wikidata |
|        | Mas del Sanç                       | masia         | l'Espluga de Francolí   |                      |                      | 41° 23′ 47″ N, 1° 04′ 47″ E / 41.3963743941395°N,1.07979109074368°E  |                                            |                                          | Modifica les dades a Wikidata |
|        | Mas del Tàpies                     | masia         | l'Espluga de Francolí   |                      |                      | 41° 26′ 42″ N, 1° 06′ 31″ E / 41.445130474746°N,1.1086780730133°E    |                                            |                                          | Modifica les dades a Wikidata |
|        | Mas dels Frares                    | masia         | l'Espluga de Francolí   |                      |                      | 41° 26′ 24″ N, 1° 07′ 23″ E / 41.439964140905°N,1.1231914267235°E    |                                            |                                          | Modifica les dades a Wikidata |
|        | Mas Vidal                          | masia         | l'Espluga de Francolí   |                      |                      | 41° 25′ 47″ N, 1° 04′ 43″ E / 41.4297965518982°N,1.07855491392094°E  |                                            |                                          | Modifica les dades a Wikidata |
|        | Masia de l'Aigua                   | masia         | l'Espluga de Francolí   |                      |                      | 41° 22′ 38″ N, 1° 05′ 31″ E / 41.377320588299°N,1.0919988939888°E    |                                            |                                          | Modifica les dades a Wikidata |
|        | Masia de l'Escriu                  | masia         | l'Espluga de Francolí   |                      |                      | 41° 22′ 58″ N, 1° 06′ 08″ E / 41.382874865419°N,1.1021124824201°E    |                                            |                                          | Modifica les dades a Wikidata |
|        | Masia del Fartet                   | masia         | l'Espluga de Francolí   |                      |                      | 41° 23′ 05″ N, 1° 06′ 42″ E / 41.384832771121°N,1.1116229509937°E    |                                            |                                          | Modifica les dades a Wikidata |
|        | Masia del Genilles                 | masia         | l'Espluga de Francolí   |                      |                      | 41° 23′ 00″ N, 1° 05′ 11″ E / 41.3832547939118°N,1.08649162757997°E  |                                            |                                          | Modifica les dades a Wikidata |
|        | Masia del Miquelet                 | masia         | l'Espluga de Francolí   |                      |                      | 41° 22′ 58″ N, 1° 05′ 10″ E / 41.3826892746965°N,1.08606572942348°E  |                                            |                                          | Modifica les dades a Wikidata |
|        | Masia del Simon                    | masia         | l'Espluga de Francolí   |                      |                      | 41° 22′ 45″ N, 1° 05′ 59″ E / 41.379234361518°N,1.0998267135916°E    |                                            |                                          | Modifica les dades a Wikidata |
|        | torre de Pau Anguera               | masia         | l'Espluga de Francolí   |                      |                      | 41° 26′ 54″ N, 1° 05′ 38″ E / 41.4484596961218°N,1.09375808628344°E  |                                            |                                          | Modifica les dades a Wikidata |
|        | Cal Bessons                        | masia         | les Piles               |                      |                      | 41° 31′ 38″ N, 1° 20′ 59″ E / 41.527200435406°N,1.3495964048197°E    |                                            |                                          | Modifica les dades a Wikidata |
|        | Cal Biel                           | masia         | les Piles               |                      |                      | 41° 31′ 26″ N, 1° 20′ 09″ E / 41.523948702577°N,1.33579952966222°E   |                                            |                                          | Modifica les dades a Wikidata |
|        | Cal Blanc                          | masia         | les Piles               |                      |                      | 41° 30′ 46″ N, 1° 23′ 31″ E / 41.5126684222153°N,1.39188197726286°E  |                                            |                                          | Modifica les dades a Wikidata |
|        | Cal Casagran                       | masia         | les Piles               |                      |                      | 41° 31′ 00″ N, 1° 22′ 48″ E / 41.5165747149833°N,1.38013695282923°E  |                                            |                                          | Modifica les dades a Wikidata |
|        | Cal Corbella                       | masia         | les Piles               |                      |                      | 41° 31′ 02″ N, 1° 22′ 49″ E / 41.5171638448682°N,1.38039789092315°E  |                                            |                                          | Modifica les dades a Wikidata |
|        | Cal Marimon                        | masia         | les Piles               |                      |                      | 41° 29′ 31″ N, 1° 20′ 55″ E / 41.4920070510489°N,1.34871660878448°E  |                                            |                                          | Modifica les dades a Wikidata |
|        | Cal Masoveret                      | masia         | les Piles               |                      |                      | 41° 30′ 32″ N, 1° 21′ 51″ E / 41.5089910288172°N,1.36424560492747°E  |                                            |                                          | Modifica les dades a Wikidata |
|        | la Torre                           | masia         | les Piles               |                      |                      | 41° 30′ 48″ N, 1° 21′ 45″ E / 41.5132436004038°N,1.36243690354314°E  |                                            |                                          | Modifica les dades a Wikidata |
|        | la Victòria                        | masia         | les Piles               |                      |                      | 41° 30′ 06″ N, 1° 20′ 18″ E / 41.5015475083788°N,1.33823040143007°E  |                                            |                                          | Modifica les dades a Wikidata |
|        | Mas Campana                        | masia         | les Piles               |                      |                      | 41° 28′ 42″ N, 1° 20′ 37″ E / 41.4782068591504°N,1.34360563828845°E  |                                            |                                          | Modifica les dades a Wikidata |
|        | Mas d'en Bou                       | masia         | les Piles               |                      |                      | 41° 31′ 05″ N, 1° 20′ 16″ E / 41.518024285845°N,1.337845631822°E     |                                            |                                          | Modifica les dades a Wikidata |
|        | Mas de Briançó                     | masia         | les Piles               | 633                  |                      | 41° 30′ 51″ N, 1° 23′ 28″ E / 41.514201°N,1.391147°E                 |                                            | Mas de Briançó                           | Modifica les dades a Wikidata |
|        | Mas del Jepet                      | masia         | les Piles               |                      |                      | 41° 29′ 14″ N, 1° 20′ 05″ E / 41.4871935662216°N,1.33471632387556°E  |                                            |                                          | Modifica les dades a Wikidata |
|        | Masia de Vallbona                  | masia         | les Piles               |                      |                      | 41° 30′ 26″ N, 1° 22′ 27″ E / 41.5072930561127°N,1.37407775878923°E  |                                            |                                          | Modifica les dades a Wikidata |
|        | Masia del Custodi                  | masia         | les Piles               |                      |                      | 41° 31′ 22″ N, 1° 21′ 54″ E / 41.522881657614°N,1.36501034898551°E   |                                            |                                          | Modifica les dades a Wikidata |
|        | Mina del Custodi                   | masia         | les Piles               |                      |                      | 41° 31′ 20″ N, 1° 21′ 53″ E / 41.5223471995189°N,1.36479609239837°E  |                                            |                                          | Modifica les dades a Wikidata |
|        | Ca l'Andorrà                       | masia         | Llorac                  |                      |                      | 41° 33′ 32″ N, 1° 18′ 20″ E / 41.5588063526416°N,1.30564580392618°E  |                                            |                                          | Modifica les dades a Wikidata |
|        | Cal Balcell                        | masia         | Llorac                  |                      |                      | 41° 33′ 57″ N, 1° 16′ 28″ E / 41.565882456992°N,1.27454319031835°E   |                                            |                                          | Modifica les dades a Wikidata |
|        | Cal Biel                           | masia         | Llorac                  |                      |                      | 41° 33′ 41″ N, 1° 16′ 13″ E / 41.5614855935232°N,1.27024710633324°E  |                                            |                                          | Modifica les dades a Wikidata |
|        | Cal Caçadora                       | masia         | Llorac                  |                      |                      | 41° 32′ 46″ N, 1° 21′ 25″ E / 41.5460335196665°N,1.35707764400722°E  |                                            |                                          | Modifica les dades a Wikidata |
|        | Cal Garriga                        | masia         | Llorac                  |                      |                      | 41° 33′ 27″ N, 1° 21′ 27″ E / 41.557525350478°N,1.35763795887418°E   |                                            |                                          | Modifica les dades a Wikidata |
|        | Cal Mensa                          | masia         | Llorac                  |                      |                      | 41° 32′ 31″ N, 1° 21′ 31″ E / 41.5418394852322°N,1.35856251026123°E  |                                            |                                          | Modifica les dades a Wikidata |
|        | Cal Pau Brunet                     | masia         | Llorac                  | 768                  |                      | 41° 32′ 40″ N, 1° 21′ 31″ E / 41.5443066653656°N,1.35851208836975°E  |                                            | Cal Pau Brunet                           | Modifica les dades a Wikidata |
|        | Cal Porta                          | masia         | Llorac                  | 756                  |                      | 41° 32′ 35″ N, 1° 21′ 19″ E / 41.5431509091773°N,1.35516049842429°E  |                                            | Cal Porta (Llorac)                       | Modifica les dades a Wikidata |
|        | Cal Rafeles                        | masia         | Llorac                  |                      |                      | 41° 33′ 02″ N, 1° 20′ 39″ E / 41.550540737779°N,1.3442067344432°E    |                                            |                                          | Modifica les dades a Wikidata |
|        | Cal Vilanova                       | masia         | Llorac                  |                      |                      | 41° 33′ 06″ N, 1° 22′ 35″ E / 41.5517941552531°N,1.3764640422109°E   |                                            |                                          | Modifica les dades a Wikidata |
|        | Cal Vinyals                        | masia         | Llorac                  |                      |                      | 41° 32′ 14″ N, 1° 21′ 41″ E / 41.5372422421384°N,1.36145992020284°E  |                                            |                                          | Modifica les dades a Wikidata |
|        | Cal Xoques                         | masia         | Llorac                  |                      |                      | 41° 33′ 33″ N, 1° 21′ 47″ E / 41.5593039837529°N,1.36298919888415°E  |                                            |                                          | Modifica les dades a Wikidata |
|        | Can Brunet                         | masia         | Llorac                  |                      |                      | 41° 32′ 30″ N, 1° 21′ 28″ E / 41.541748°N,1.357728°E                 | bé integrant del patrimoni cultural català | Can Brunet (Llorac)                      | Modifica les dades a Wikidata |
|        | el Mas                             | masia         | Llorac                  |                      |                      | 41° 33′ 28″ N, 1° 18′ 33″ E / 41.5578938170687°N,1.30912317908653°E  |                                            |                                          | Modifica les dades a Wikidata |
|        | Maset del Mensa                    | masia         | Llorac                  |                      |                      | 41° 33′ 43″ N, 1° 20′ 42″ E / 41.5618492311914°N,1.3451165221367°E   |                                            |                                          | Modifica les dades a Wikidata |
|        | Masia del Ros                      | masia         | Llorac                  |                      |                      | 41° 33′ 49″ N, 1° 18′ 46″ E / 41.5636504101783°N,1.31288262900231°E  |                                            |                                          | Modifica les dades a Wikidata |
|        | Masia dels Capellans               | masia         | Llorac                  |                      |                      | 41° 33′ 31″ N, 1° 21′ 54″ E / 41.5586047093862°N,1.36511737354053°E  |                                            |                                          | Modifica les dades a Wikidata |
|        | Cal Gat                            | masia         | Montblanc               |                      |                      | 41° 18′ 47″ N, 1° 07′ 35″ E / 41.3130161898527°N,1.1263456803172°E   |                                            |                                          | Modifica les dades a Wikidata |
|        | Cal Giró                           | masia         | Montblanc               |                      |                      | 41° 22′ 31″ N, 1° 13′ 39″ E / 41.3753085848055°N,1.22747855025452°E  |                                            |                                          | Modifica les dades a Wikidata |
|        | Cal Mallatar                       | masia         | Montblanc               |                      |                      | 41° 22′ 38″ N, 1° 13′ 45″ E / 41.3770903744646°N,1.22912820827127°E  |                                            |                                          | Modifica les dades a Wikidata |
|        | Cal Marià                          | masia         | Montblanc               |                      |                      | 41° 18′ 42″ N, 1° 07′ 23″ E / 41.3115736952374°N,1.12294655115458°E  |                                            |                                          | Modifica les dades a Wikidata |
|        | Cal Moixelo                        | masia         | Montblanc               |                      |                      | 41° 18′ 48″ N, 1° 07′ 49″ E / 41.3134245303459°N,1.13040768369053°E  |                                            |                                          | Modifica les dades a Wikidata |
|        | Cal Penedès                        | masia         | Montblanc               |                      |                      | 41° 18′ 46″ N, 1° 07′ 33″ E / 41.3128461646303°N,1.12586075514659°E  |                                            |                                          | Modifica les dades a Wikidata |
|        | Can Poblet                         | masia         | Montblanc               |                      |                      | 41° 24′ 51″ N, 1° 10′ 19″ E / 41.414205°N,1.171889°E                 | bé integrant del patrimoni cultural català |                                          | Modifica les dades a Wikidata |
|        | els Pescadors                      | masia         | Montblanc               |                      |                      | 41° 18′ 21″ N, 1° 07′ 41″ E / 41.3058942895694°N,1.12817415370926°E  |                                            |                                          | Modifica les dades a Wikidata |
|        | Granja Foraster                    | masia         | Montblanc               |                      |                      | 41° 22′ 11″ N, 1° 09′ 31″ E / 41.36974°N,1.1585°E                    | bé integrant del patrimoni cultural català |                                          | Modifica les dades a Wikidata |
|        | Horta Ca l'Alfonso de Montblanc    | masia         | Montblanc               |                      |                      | 41° 22′ 38″ N, 1° 10′ 00″ E / 41.377245°N,1.16679°E                  | bé integrant del patrimoni cultural català | Horta Ca l'Alfonso de Montblanc          | Modifica les dades a Wikidata |
|        | Hostal del Gall                    | masia         | Montblanc               |                      |                      | 41° 23′ 51″ N, 1° 10′ 23″ E / 41.3974089439748°N,1.17316966986995°E  |                                            |                                          | Modifica les dades a Wikidata |
|        | Mas d'Anda                         | masia         | Montblanc               |                      |                      | 41° 19′ 24″ N, 1° 06′ 37″ E / 41.32320556°N,1.11034444°E             |                                            |                                          | Modifica les dades a Wikidata |
|        | Mas d'en Soler                     | masia         | Montblanc               |                      |                      | 41° 21′ 04″ N, 1° 07′ 18″ E / 41.3511199982013°N,1.12160746721889°E  |                                            |                                          | Modifica les dades a Wikidata |
|        | Mas d'en Sucrero                   | masia         | Montblanc               |                      |                      | 41° 22′ 02″ N, 1° 10′ 38″ E / 41.36723553871°N,1.17715868375647°E    |                                            |                                          | Modifica les dades a Wikidata |
|        | Mas d'en Tous                      | masia         | Montblanc               |                      |                      | 41° 19′ 04″ N, 1° 05′ 54″ E / 41.3176389507042°N,1.09847211015797°E  |                                            |                                          | Modifica les dades a Wikidata |
|        | Mas de Belart                      | masia         | Montblanc               |                      |                      | 41° 23′ 44″ N, 1° 08′ 20″ E / 41.39566111°N,1.13877222°E             |                                            |                                          | Modifica les dades a Wikidata |
|        | Mas de Besora                      | masia         | Montblanc               |                      |                      | 41° 20′ 35″ N, 1° 07′ 23″ E / 41.34303889°N,1.12304722°E             |                                            |                                          | Modifica les dades a Wikidata |
|        | Mas de Caret                       | masia         | Montblanc               |                      |                      | 41° 19′ 09″ N, 1° 05′ 57″ E / 41.3191288216595°N,1.09924121084415°E  |                                            |                                          | Modifica les dades a Wikidata |
|        | Mas de Carlons                     | masia         | Montblanc               |                      |                      | 41° 22′ 59″ N, 1° 08′ 52″ E / 41.38295278°N,1.14780556°E             |                                            |                                          | Modifica les dades a Wikidata |
|        | Mas de Castells                    | masia         | Montblanc               |                      |                      | 41° 24′ 51″ N, 1° 11′ 32″ E / 41.4141919389999°N,1.19216617390745°E  |                                            |                                          | Modifica les dades a Wikidata |
|        | Mas de Figot                       | masia         | Montblanc               |                      |                      | 41° 22′ 06″ N, 1° 12′ 49″ E / 41.3683197639433°N,1.21354772578445°E  |                                            |                                          | Modifica les dades a Wikidata |
|        | Mas de Fàbio                       | masia         | Montblanc               |                      |                      | 41° 22′ 18″ N, 1° 11′ 36″ E / 41.371733576435°N,1.1933089555451°E    |                                            |                                          | Modifica les dades a Wikidata |
|        | Mas de Gassol                      | masia         | Montblanc               |                      |                      | 41° 23′ 08″ N, 1° 12′ 33″ E / 41.3856542007935°N,1.20922219638464°E  |                                            | Mas de Gassol                            | Modifica les dades a Wikidata |
|        | Mas de Gorrines                    | masia         | Montblanc               |                      |                      | 41° 22′ 26″ N, 1° 08′ 50″ E / 41.3739186768355°N,1.14726978751749°E  |                                            |                                          | Modifica les dades a Wikidata |
|        | Mas de Grasset                     | masia         | Montblanc               |                      |                      | 41° 19′ 22″ N, 1° 11′ 23″ E / 41.3226782110595°N,1.1897639205021°E   |                                            |                                          | Modifica les dades a Wikidata |
|        | Mas de Jaumet                      | masia         | Montblanc               |                      |                      | 41° 20′ 01″ N, 1° 06′ 07″ E / 41.333637540569°N,1.101866619806°E     |                                            |                                          | Modifica les dades a Wikidata |
|        | Mas de la Marmella                 | masia         | Montblanc               |                      |                      |                                                                      | bé integrant del patrimoni cultural català |                                          | Modifica les dades a Wikidata |
|        | Mas de la Paella                   | masia         | Montblanc               |                      |                      | 41° 22′ 26″ N, 1° 11′ 22″ E / 41.3738504855383°N,1.18937383471583°E  |                                            |                                          | Modifica les dades a Wikidata |
|        | Mas de la Pasquala                 | masia         | Montblanc               |                      |                      | 41° 21′ 54″ N, 1° 07′ 50″ E / 41.3651360047801°N,1.13051786419261°E  | bé integrant del patrimoni cultural català | Mas de la Pasquala                       | Modifica les dades a Wikidata |
|        | Mas de la Sabatera                 | masia         | Montblanc               |                      |                      | 41° 22′ 42″ N, 1° 12′ 37″ E / 41.37827°N,1.21028°E                   | bé integrant del patrimoni cultural català |                                          | Modifica les dades a Wikidata |
|        | Mas de la Variella                 | masia         | Montblanc               |                      |                      | 41° 20′ 06″ N, 1° 08′ 12″ E / 41.3350069707092°N,1.13660214510362°E  |                                            |                                          | Modifica les dades a Wikidata |
|        | Mas de les Planes                  | masia         | Montblanc               |                      |                      | 41° 20′ 53″ N, 1° 12′ 27″ E / 41.3480320119481°N,1.20751661453712°E  |                                            |                                          | Modifica les dades a Wikidata |
|        | Mas de Llémena                     | masia         | Montblanc               |                      |                      | 41° 19′ 35″ N, 1° 11′ 33″ E / 41.3263076830111°N,1.19260282844074°E  |                                            |                                          | Modifica les dades a Wikidata |
|        | Mas de Magí                        | masia         | Montblanc               |                      |                      | 41° 20′ 17″ N, 1° 07′ 46″ E / 41.3381681220268°N,1.12936540125355°E  |                                            |                                          | Modifica les dades a Wikidata |
|        | Mas de Marc                        | masia         | Montblanc               |                      |                      | 41° 19′ 48″ N, 1° 06′ 34″ E / 41.3299350475448°N,1.10949025720904°E  |                                            |                                          | Modifica les dades a Wikidata |
|        | Mas de Mateu                       | masia         | Montblanc               |                      |                      | 41° 19′ 22″ N, 1° 04′ 15″ E / 41.3229152635907°N,1.0707665261028°E   |                                            |                                          | Modifica les dades a Wikidata |
|        | Mas de Messeguers                  | masia         | Montblanc               |                      |                      | 41° 19′ 17″ N, 1° 11′ 20″ E / 41.321393533557°N,1.18883170743603°E   |                                            |                                          | Modifica les dades a Wikidata |
|        | Mas de Noguers                     | masia         | Montblanc               |                      |                      | 41° 19′ 34″ N, 1° 07′ 49″ E / 41.3261924333769°N,1.13015017468938°E  |                                            |                                          | Modifica les dades a Wikidata |
|        | Mas de Ponet                       | masia         | Montblanc               |                      |                      | 41° 21′ 13″ N, 1° 08′ 10″ E / 41.3536514454291°N,1.13603450319096°E  |                                            |                                          | Modifica les dades a Wikidata |
|        | Mas de Requí                       | masia         | Montblanc               |                      |                      | 41° 19′ 48″ N, 1° 06′ 12″ E / 41.3298968371273°N,1.10333745909444°E  |                                            |                                          | Modifica les dades a Wikidata |
|        | Mas de Rojalons                    | masia         | Montblanc               |                      |                      | 41° 20′ 48″ N, 1° 08′ 38″ E / 41.34667°N,1.14376°E                   | bé integrant del patrimoni cultural català |                                          | Modifica les dades a Wikidata |
|        | Mas de Viló                        | masia         | Montblanc               |                      |                      | 41° 19′ 17″ N, 1° 11′ 04″ E / 41.3213344072017°N,1.18450823033114°E  |                                            |                                          | Modifica les dades a Wikidata |
|        | Mas de Xanoi                       | masia         | Montblanc               |                      |                      | 41° 20′ 35″ N, 1° 11′ 16″ E / 41.3430743560284°N,1.18772893475466°E  |                                            |                                          | Modifica les dades a Wikidata |
|        | Mas del Cendrós                    | masia         | Montblanc               |                      |                      | 41° 23′ 54″ N, 1° 10′ 25″ E / 41.398371239248°N,1.173645116016°E     |                                            |                                          | Modifica les dades a Wikidata |
|        | Mas del Foraster                   | masia         | Montblanc               |                      |                      | 41° 24′ 00″ N, 1° 08′ 17″ E / 41.4°N,1.13797°E                       |                                            |                                          | Modifica les dades a Wikidata |
|        | Mas del Forner                     | masia         | Montblanc               |                      |                      | 41° 23′ 34″ N, 1° 12′ 10″ E / 41.3926442656172°N,1.20290632790055°E  |                                            |                                          | Modifica les dades a Wikidata |
|        | Mas del Llor                       | masia         | Montblanc               |                      |                      | 41° 21′ 07″ N, 1° 06′ 37″ E / 41.3520614342245°N,1.11034420739407°E  |                                            |                                          | Modifica les dades a Wikidata |
|        | Mas del Pelacanyes                 | masia         | Montblanc               |                      |                      | 41° 20′ 06″ N, 1° 07′ 02″ E / 41.3351342682696°N,1.11731072711831°E  |                                            |                                          | Modifica les dades a Wikidata |
|        | Mas del Pelut                      | masia         | Montblanc               |                      |                      | 41° 23′ 24″ N, 1° 12′ 30″ E / 41.389982824447°N,1.2083520278537°E    |                                            |                                          | Modifica les dades a Wikidata |
|        | Mas del Xuflet                     | masia         | Montblanc               |                      |                      | 41° 19′ 33″ N, 1° 04′ 13″ E / 41.3257154668467°N,1.0701701160148°E   |                                            |                                          | Modifica les dades a Wikidata |
|        | Mas Nou                            | masia         | Montblanc               |                      |                      | 41° 22′ 25″ N, 1° 12′ 06″ E / 41.373665288195°N,1.2016256023166°E    |                                            |                                          | Modifica les dades a Wikidata |
|        | Mas Sabaters                       | masia         | Montblanc               |                      |                      | 41° 20′ 39″ N, 1° 05′ 21″ E / 41.3440729188658°N,1.08912156625296°E  |                                            |                                          | Modifica les dades a Wikidata |
|        | Mas Vell                           | masia         | Montblanc               |                      |                      | 41° 22′ 32″ N, 1° 12′ 10″ E / 41.375484591165°N,1.2027712399052°E    |                                            |                                          | Modifica les dades a Wikidata |
|        | Masia de l'Albert                  | masia         | Montblanc               |                      |                      | 41° 19′ 47″ N, 1° 11′ 05″ E / 41.329802688873°N,1.18460766716242°E   |                                            |                                          | Modifica les dades a Wikidata |
|        | Riber                              | masia         | Montblanc               |                      |                      | 41° 22′ 46″ N, 1° 10′ 26″ E / 41.3795150695041°N,1.17393374576715°E  |                                            |                                          | Modifica les dades a Wikidata |
|        | Ca l'Ignàsio                       | masia         | Passanant i Belltall    |                      |                      | 41° 32′ 18″ N, 1° 13′ 03″ E / 41.5382174154095°N,1.21754590271504°E  |                                            |                                          | Modifica les dades a Wikidata |
|        | Hostal Nou                         | masia         | Passanant i Belltall    |                      |                      | 41° 32′ 02″ N, 1° 13′ 27″ E / 41.5337904993204°N,1.2242363071869°E   |                                            |                                          | Modifica les dades a Wikidata |
|        | Masia del Cardona                  | masia         | Passanant i Belltall    | 692                  |                      | 41° 32′ 16″ N, 1° 13′ 03″ E / 41.5378°N,1.21759°E                    |                                            |                                          | Modifica les dades a Wikidata |
|        | Mas d'en Roig                      | masia         | Pira                    |                      |                      | 41° 24′ 51″ N, 1° 10′ 51″ E / 41.4142°N,1.18095°E                    |                                            |                                          | Modifica les dades a Wikidata |
|        | Mas de l'Amill                     | masia         | Pira                    |                      |                      | 41° 25′ 15″ N, 1° 11′ 49″ E / 41.4208°N,1.19688°E                    |                                            |                                          | Modifica les dades a Wikidata |
|        | Ca l'Andreu                        | masia         | Pontils                 |                      |                      | 41° 27′ 45″ N, 1° 23′ 37″ E / 41.4625227673226°N,1.39356482259174°E  |                                            |                                          | Modifica les dades a Wikidata |
|        | Ca l'Orgue                         | masia         | Pontils                 |                      |                      | 41° 27′ 45″ N, 1° 23′ 36″ E / 41.4626257983745°N,1.3932030615911°E   |                                            |                                          | Modifica les dades a Wikidata |
|        | Ca la Martina                      | masia         | Pontils                 |                      |                      | 41° 28′ 55″ N, 1° 22′ 54″ E / 41.4819833680045°N,1.38174150751247°E  |                                            |                                          | Modifica les dades a Wikidata |
|        | Cal Baixeres                       | masia         | Pontils                 |                      |                      | 41° 27′ 45″ N, 1° 23′ 44″ E / 41.4623690896584°N,1.39546048813134°E  |                                            |                                          | Modifica les dades a Wikidata |
|        | Cal Batet                          | masia         | Pontils                 |                      |                      | 41° 29′ 33″ N, 1° 26′ 12″ E / 41.49239048621°N,1.436731381554°E      |                                            |                                          | Modifica les dades a Wikidata |
|        | Cal Caselles                       | masia         | Pontils                 |                      |                      | 41° 29′ 08″ N, 1° 23′ 38″ E / 41.485493630371°N,1.3937762947721°E    |                                            |                                          | Modifica les dades a Wikidata |
|        | Cal Coca                           | masia         | Pontils                 |                      |                      | 41° 26′ 04″ N, 1° 21′ 11″ E / 41.434479899658°N,1.3531447382728°E    |                                            |                                          | Modifica les dades a Wikidata |
|        | Cal Francisquet                    | masia         | Pontils                 |                      |                      | 41° 29′ 00″ N, 1° 22′ 51″ E / 41.4833377994937°N,1.38070167257519°E  |                                            |                                          | Modifica les dades a Wikidata |
|        | Cal Jep                            | masia         | Pontils                 |                      |                      | 41° 29′ 29″ N, 1° 23′ 25″ E / 41.4914709437512°N,1.39031008666386°E  |                                            |                                          | Modifica les dades a Wikidata |
|        | Cal Joanet del Pui                 | masia         | Pontils                 |                      |                      | 41° 26′ 52″ N, 1° 24′ 42″ E / 41.4478476502975°N,1.41153660166235°E  |                                            |                                          | Modifica les dades a Wikidata |
|        | Cal Lluís                          | masia         | Pontils                 |                      |                      | 41° 26′ 54″ N, 1° 23′ 37″ E / 41.4484378728638°N,1.39372085714491°E  |                                            |                                          | Modifica les dades a Wikidata |
|        | Cal Macià                          | masia         | Pontils                 |                      |                      | 41° 29′ 11″ N, 1° 23′ 42″ E / 41.4864203217662°N,1.39498688550697°E  |                                            |                                          | Modifica les dades a Wikidata |
|        | Cal Magí Catòlic                   | masia         | Pontils                 |                      |                      | 41° 26′ 52″ N, 1° 24′ 51″ E / 41.4478577947649°N,1.41422987759428°E  |                                            |                                          | Modifica les dades a Wikidata |
|        | Cal Moliner                        | masia         | Pontils                 |                      |                      | 41° 28′ 33″ N, 1° 24′ 26″ E / 41.475772555951°N,1.4071902307832°E    |                                            |                                          | Modifica les dades a Wikidata |
|        | Cal Morera                         | masia         | Pontils                 |                      |                      | 41° 29′ 40″ N, 1° 26′ 38″ E / 41.4944252567126°N,1.44396631200691°E  |                                            |                                          | Modifica les dades a Wikidata |
|        | Cal Nofre                          | masia         | Pontils                 |                      |                      | 41° 28′ 56″ N, 1° 27′ 25″ E / 41.48215833°N,1.45688889°E             |                                            |                                          | Modifica les dades a Wikidata |
|        | Cal Passamaner                     | masia         | Pontils                 |                      |                      | 41° 29′ 56″ N, 1° 23′ 20″ E / 41.4989187380824°N,1.38895153546631°E  |                                            |                                          | Modifica les dades a Wikidata |
|        | Cal Rabasser                       | masia         | Pontils                 |                      |                      | 41° 27′ 48″ N, 1° 21′ 41″ E / 41.4633465303159°N,1.36129839712331°E  |                                            |                                          | Modifica les dades a Wikidata |
|        | Cal Roseta                         | masia         | Pontils                 |                      |                      | 41° 29′ 14″ N, 1° 23′ 12″ E / 41.487193815885°N,1.3865472965845°E    |                                            |                                          | Modifica les dades a Wikidata |
|        | Cal Sebastià                       | masia         | Pontils                 |                      |                      | 41° 29′ 06″ N, 1° 25′ 21″ E / 41.484991053633°N,1.4225357515662°E    |                                            |                                          | Modifica les dades a Wikidata |
|        | Cal Selvet                         | masia         | Pontils                 |                      |                      | 41° 27′ 54″ N, 1° 23′ 45″ E / 41.4649248951074°N,1.39594828613156°E  |                                            |                                          | Modifica les dades a Wikidata |
|        | Cal Ticó                           | masia         | Pontils                 |                      |                      | 41° 26′ 56″ N, 1° 23′ 29″ E / 41.4488833053716°N,1.39143530368961°E  |                                            |                                          | Modifica les dades a Wikidata |
|        | Cal Viola                          | masia         | Pontils                 |                      |                      | 41° 29′ 46″ N, 1° 26′ 08″ E / 41.495975803974°N,1.435447155501°E     |                                            |                                          | Modifica les dades a Wikidata |
|        | Caseta del Guix                    | masia         | Pontils                 |                      |                      | 41° 28′ 48″ N, 1° 27′ 57″ E / 41.4798843177314°N,1.46582521223415°E  |                                            |                                          | Modifica les dades a Wikidata |
|        | Cortadelles                        | masia         | Pontils                 |                      |                      | 41° 27′ 33″ N, 1° 26′ 41″ E / 41.459172857251°N,1.4447134536101°E    |                                            |                                          | Modifica les dades a Wikidata |
|        | el Corralet                        | masia         | Pontils                 |                      |                      | 41° 26′ 28″ N, 1° 23′ 55″ E / 41.4411723602957°N,1.39847260373769°E  |                                            |                                          | Modifica les dades a Wikidata |
|        | la Casilla                         | masia         | Pontils                 |                      |                      | 41° 29′ 52″ N, 1° 24′ 59″ E / 41.497867759514°N,1.41638878867459°E   |                                            |                                          | Modifica les dades a Wikidata |
|        | la Fassina                         | masia         | Pontils                 |                      |                      | 41° 28′ 43″ N, 1° 23′ 18″ E / 41.4785271337802°N,1.38833093300159°E  |                                            |                                          | Modifica les dades a Wikidata |
|        | la Masieta                         | masia         | Pontils                 |                      |                      | 41° 30′ 21″ N, 1° 23′ 19″ E / 41.5058768925966°N,1.38864722045463°E  |                                            |                                          | Modifica les dades a Wikidata |
|        | la Teuleria                        | masia         | Pontils                 |                      |                      | 41° 28′ 09″ N, 1° 25′ 50″ E / 41.4692400836212°N,1.43060576354257°E  |                                            |                                          | Modifica les dades a Wikidata |
|        | Mas Cabot                          | masia         | Pontils                 |                      |                      | 41° 27′ 20″ N, 1° 24′ 07″ E / 41.4555076616083°N,1.4020709045731°E   |                                            |                                          | Modifica les dades a Wikidata |
|        | Mas Carbonell                      | masia         | Pontils                 | 700                  |                      | 41° 26′ 49″ N, 1° 21′ 26″ E / 41.4470304285737°N,1.35720800799709°E  |                                            | Mas Carbonell (Pontils)                  | Modifica les dades a Wikidata |
|        | Mas d'en Gol                       | masia         | Pontils                 |                      |                      | 41° 27′ 19″ N, 1° 26′ 16″ E / 41.4552156185486°N,1.43785212577948°E  |                                            |                                          | Modifica les dades a Wikidata |
|        | Mas de les Planes                  | masia         | Pontils                 |                      |                      | 41° 29′ 45″ N, 1° 23′ 30″ E / 41.4957402253256°N,1.39159404446453°E  |                                            |                                          | Modifica les dades a Wikidata |
|        | Mas de Ricreu                      | masia         | Pontils                 |                      |                      | 41° 27′ 41″ N, 1° 22′ 38″ E / 41.4614718315952°N,1.37709100577667°E  |                                            |                                          | Modifica les dades a Wikidata |
|        | Mas de Tous                        | masia         | Pontils                 | 606                  |                      | 41° 28′ 51″ N, 1° 22′ 48″ E / 41.4809243210657°N,1.38009104175428°E  |                                            | Mas de Tous (Pontils)                    | Modifica les dades a Wikidata |
|        | Mas del Franquesa                  | masia         | Pontils                 |                      |                      | 41° 27′ 40″ N, 1° 19′ 34″ E / 41.4611812919048°N,1.32603075344512°E  |                                            |                                          | Modifica les dades a Wikidata |
|        | Mas del Quer                       | masia         | Pontils                 |                      |                      | 41° 27′ 43″ N, 1° 24′ 45″ E / 41.46204788102°N,1.41255504969194°E    |                                            |                                          | Modifica les dades a Wikidata |
|        | Mas dels Frares                    | masia         | Pontils                 |                      |                      | 41° 29′ 22″ N, 1° 26′ 38″ E / 41.4893245390361°N,1.44376496767362°E  |                                            |                                          | Modifica les dades a Wikidata |
|        | Mas Governa                        | masia         | Pontils                 |                      |                      | 41° 29′ 09″ N, 1° 25′ 17″ E / 41.485875017946°N,1.4213164951521°E    |                                            |                                          | Modifica les dades a Wikidata |
|        | Mas Marí                           | masia         | Pontils                 |                      |                      | 41° 27′ 33″ N, 1° 21′ 25″ E / 41.4591128672401°N,1.35685516744943°E  |                                            |                                          | Modifica les dades a Wikidata |
|        | Mas Pascol                         | masia         | Pontils                 |                      |                      | 41° 27′ 13″ N, 1° 25′ 50″ E / 41.453575290901°N,1.4304805982969°E    |                                            |                                          | Modifica les dades a Wikidata |
|        | Mas Querol                         | masia         | Pontils                 |                      |                      | 41° 28′ 34″ N, 1° 21′ 37″ E / 41.4759959876764°N,1.36028511723054°E  |                                            |                                          | Modifica les dades a Wikidata |
|        | Mas Vilar                          | masia         | Pontils                 |                      |                      | 41° 27′ 14″ N, 1° 22′ 05″ E / 41.4539657134482°N,1.36795173123398°E  |                                            |                                          | Modifica les dades a Wikidata |
|        | Mas Voltor                         | masia         | Pontils                 |                      |                      | 41° 27′ 38″ N, 1° 25′ 43″ E / 41.4604404863835°N,1.42865077065867°E  |                                            |                                          | Modifica les dades a Wikidata |
|        | Masia de les Fonts                 | masia         | Pontils                 |                      |                      | 41° 28′ 57″ N, 1° 26′ 37″ E / 41.4824942100559°N,1.44354515194665°E  |                                            |                                          | Modifica les dades a Wikidata |
|        | Rocamora                           | masia         | Pontils                 |                      |                      | 41° 28′ 42″ N, 1° 26′ 59″ E / 41.4783093630267°N,1.44980140207567°E  |                                            |                                          | Modifica les dades a Wikidata |
|        | Almenara                           | vilatge masia | Santa Coloma de Queralt | 804                  |                      | 41° 32′ 46″ N, 1° 26′ 52″ E / 41.54612°N,1.44786°E                   |                                            |                                          | Modifica les dades a Wikidata |
|        | Ca l'Abaló                         | masia         | Santa Coloma de Queralt |                      |                      | 41° 33′ 08″ N, 1° 25′ 23″ E / 41.5521525853903°N,1.42291804366806°E  |                                            |                                          | Modifica les dades a Wikidata |
|        | Ca l'Esteve                        | masia         | Santa Coloma de Queralt |                      |                      | 41° 34′ 20″ N, 1° 24′ 32″ E / 41.5723070665764°N,1.40897033266836°E  |                                            |                                          | Modifica les dades a Wikidata |
|        | Ca l'Orga                          | masia         | Santa Coloma de Queralt |                      |                      | 41° 33′ 17″ N, 1° 25′ 02″ E / 41.55463°N,1.41725°E                   |                                            |                                          | Modifica les dades a Wikidata |
|        | Cal Borrassó                       | masia         | Santa Coloma de Queralt |                      |                      | 41° 31′ 43″ N, 1° 22′ 46″ E / 41.5284913703553°N,1.37952802462212°E  |                                            |                                          | Modifica les dades a Wikidata |
|        | Cal Calbet                         | masia         | Santa Coloma de Queralt |                      |                      | 41° 32′ 12″ N, 1° 20′ 24″ E / 41.536602089962°N,1.34006634560849°E   |                                            |                                          | Modifica les dades a Wikidata |
|        | Cal Castelló                       | masia         | Santa Coloma de Queralt |                      |                      | 41° 31′ 47″ N, 1° 22′ 14″ E / 41.5297872953387°N,1.37052993072505°E  |                                            |                                          | Modifica les dades a Wikidata |
|        | Cal Daniel de la Masia             | masia         | Santa Coloma de Queralt |                      |                      | 41° 31′ 40″ N, 1° 23′ 23″ E / 41.5278868100304°N,1.38970719830646°E  |                                            |                                          | Modifica les dades a Wikidata |
|        | Cal Ferrer                         | masia         | Santa Coloma de Queralt |                      |                      | 41° 33′ 24″ N, 1° 25′ 35″ E / 41.5565411135662°N,1.42636075736852°E  |                                            |                                          | Modifica les dades a Wikidata |
|        | Cal Fúria                          | masia         | Santa Coloma de Queralt | 787                  | malmès               | 41° 34′ 11″ N, 1° 23′ 46″ E / 41.5698054668553°N,1.3961744677678°E   |                                            | Cal Fúria                                | Modifica les dades a Wikidata |
|        | Cal Joan Xic                       | masia         | Santa Coloma de Queralt |                      |                      | 41° 33′ 09″ N, 1° 25′ 14″ E / 41.552589855148°N,1.42065319118577°E   |                                            |                                          | Modifica les dades a Wikidata |
|        | Cal Llopard                        | masia         | Santa Coloma de Queralt |                      |                      | 41° 33′ 07″ N, 1° 25′ 28″ E / 41.551886152802°N,1.42450725539464°E   |                                            |                                          | Modifica les dades a Wikidata |
|        | Cal Nou-sous                       | masia         | Santa Coloma de Queralt |                      |                      | 41° 32′ 22″ N, 1° 23′ 37″ E / 41.5395069200547°N,1.39365070585054°E  |                                            |                                          | Modifica les dades a Wikidata |
|        | Cal Pardalet                       | masia         | Santa Coloma de Queralt |                      |                      | 41° 33′ 05″ N, 1° 26′ 46″ E / 41.5514688111723°N,1.446123989409°E    |                                            |                                          | Modifica les dades a Wikidata |
|        | Cal Pedró                          | masia         | Santa Coloma de Queralt |                      |                      | 41° 33′ 10″ N, 1° 25′ 05″ E / 41.5528774092654°N,1.41798427860614°E  |                                            |                                          | Modifica les dades a Wikidata |
|        | Cal Perelló                        | masia         | Santa Coloma de Queralt |                      |                      | 41° 31′ 28″ N, 1° 20′ 20″ E / 41.524344076628°N,1.3388823759274°E    |                                            |                                          | Modifica les dades a Wikidata |
|        | Cal Porta                          | masia         | Santa Coloma de Queralt |                      |                      | 41° 31′ 56″ N, 1° 19′ 25″ E / 41.5321405295858°N,1.32371071886116°E  |                                            |                                          | Modifica les dades a Wikidata |
|        | Cal Roc                            | masia         | Santa Coloma de Queralt |                      |                      | 41° 31′ 43″ N, 1° 20′ 03″ E / 41.5285098473566°N,1.33418436224819°E  |                                            |                                          | Modifica les dades a Wikidata |
|        | Cal Roset                          | masia         | Santa Coloma de Queralt |                      |                      | 41° 31′ 54″ N, 1° 19′ 27″ E / 41.5317878989847°N,1.32423524974716°E  |                                            |                                          | Modifica les dades a Wikidata |
|        | Cal Sebastià                       | masia         | Santa Coloma de Queralt |                      |                      | 41° 33′ 08″ N, 1° 24′ 45″ E / 41.5521429568923°N,1.41240264834693°E  |                                            |                                          | Modifica les dades a Wikidata |
|        | Cal Soler                          | masia         | Santa Coloma de Queralt |                      |                      | 41° 34′ 27″ N, 1° 25′ 40″ E / 41.5742134626289°N,1.42773097869874°E  |                                            |                                          | Modifica les dades a Wikidata |
|        | Cal Tinent                         | masia         | Santa Coloma de Queralt |                      |                      | 41° 31′ 49″ N, 1° 20′ 53″ E / 41.5304018672225°N,1.34795611055919°E  |                                            |                                          | Modifica les dades a Wikidata |
|        | Cal Torres de la Serra             | masia         | Santa Coloma de Queralt |                      |                      | 41° 34′ 12″ N, 1° 24′ 24″ E / 41.5698878305107°N,1.40663096040715°E  |                                            |                                          | Modifica les dades a Wikidata |
|        | Cal Xoques                         | masia         | Santa Coloma de Queralt |                      |                      | 41° 34′ 25″ N, 1° 25′ 32″ E / 41.573598666746°N,1.42558689322855°E   |                                            |                                          | Modifica les dades a Wikidata |
|        | Can Plaça                          | masia         | Santa Coloma de Queralt |                      |                      | 41° 34′ 07″ N, 1° 24′ 02″ E / 41.5687419620914°N,1.40065037082924°E  |                                            |                                          | Modifica les dades a Wikidata |
|        | Caseta del Martí                   | masia         | Santa Coloma de Queralt |                      |                      | 41° 32′ 07″ N, 1° 23′ 32″ E / 41.5351621250343°N,1.39211597564721°E  |                                            |                                          | Modifica les dades a Wikidata |
|        | el Ciment                          | masia         | Santa Coloma de Queralt |                      |                      | 41° 31′ 49″ N, 1° 22′ 40″ E / 41.5301587373628°N,1.37768845110312°E  |                                            |                                          | Modifica les dades a Wikidata |
|        | Hostal de l'Estopa                 | masia         | Santa Coloma de Queralt |                      |                      | 41° 31′ 34″ N, 1° 19′ 55″ E / 41.5261819690755°N,1.33203873938763°E  |                                            |                                          | Modifica les dades a Wikidata |
|        | la Bovera                          | masia         | Santa Coloma de Queralt |                      |                      | 41° 33′ 08″ N, 1° 25′ 47″ E / 41.5521387157972°N,1.42980090532583°E  |                                            |                                          | Modifica les dades a Wikidata |
|        | la Casa Blanca                     | masia         | Santa Coloma de Queralt |                      |                      | 41° 31′ 59″ N, 1° 20′ 06″ E / 41.5329605950579°N,1.33489724170043°E  |                                            |                                          | Modifica les dades a Wikidata |
|        | la Masieta                         | masia         | Santa Coloma de Queralt |                      |                      | 41° 34′ 35″ N, 1° 25′ 36″ E / 41.5763773209863°N,1.42657495396534°E  |                                            |                                          | Modifica les dades a Wikidata |
|        | Mas d'en Briàs                     | masia         | Santa Coloma de Queralt |                      |                      | 41° 32′ 11″ N, 1° 24′ 05″ E / 41.536499°N,1.401358°E                 | bé integrant del patrimoni cultural català | Mas d'en Briàs (Santa Coloma de Queralt) | Modifica les dades a Wikidata |
|        | Mas d'en Gaixet                    | masia         | Santa Coloma de Queralt |                      |                      | 41° 32′ 22″ N, 1° 24′ 38″ E / 41.5395086636271°N,1.41062582422637°E  |                                            |                                          | Modifica les dades a Wikidata |
|        | Mas d'en Vent                      | masia         | Santa Coloma de Queralt |                      |                      | 41° 31′ 56″ N, 1° 25′ 14″ E / 41.5321788178616°N,1.42056252510766°E  |                                            |                                          | Modifica les dades a Wikidata |
|        | Mas d'en Xup                       | masia         | Santa Coloma de Queralt |                      |                      | 41° 32′ 32″ N, 1° 24′ 53″ E / 41.5421508672435°N,1.41476911214966°E  |                                            |                                          | Modifica les dades a Wikidata |
|        | Mas de l'Arengada                  | masia         | Santa Coloma de Queralt |                      |                      | 41° 31′ 36″ N, 1° 19′ 48″ E / 41.5266555584272°N,1.3299170929785°E   |                                            |                                          | Modifica les dades a Wikidata |
|        | Mas de la Teuleria                 | masia         | Santa Coloma de Queralt |                      |                      | 41° 32′ 51″ N, 1° 25′ 54″ E / 41.5475974161956°N,1.43164931158891°E  |                                            |                                          | Modifica les dades a Wikidata |
|        | Mas del Comte                      | masia         | Santa Coloma de Queralt |                      |                      | 41° 32′ 36″ N, 1° 24′ 18″ E / 41.543347°N,1.404952°E                 | bé integrant del patrimoni cultural català | Mas del Comte (Santa Coloma de Queralt)  | Modifica les dades a Wikidata |
|        | Mas Roig                           | masia         | Santa Coloma de Queralt |                      |                      | 41° 31′ 50″ N, 1° 23′ 39″ E / 41.530570111566°N,1.39415953275219°E   |                                            |                                          | Modifica les dades a Wikidata |
|        | Masia de l'Amic                    | masia         | Santa Coloma de Queralt |                      |                      | 41° 31′ 27″ N, 1° 23′ 18″ E / 41.5241662520108°N,1.38837322205277°E  |                                            |                                          | Modifica les dades a Wikidata |
|        | Masia de l'Aumella                 | masia         | Santa Coloma de Queralt |                      |                      | 41° 33′ 01″ N, 1° 24′ 11″ E / 41.5503912703935°N,1.40298530838168°E  |                                            |                                          | Modifica les dades a Wikidata |
|        | Masia del Martí                    | masia         | Santa Coloma de Queralt |                      |                      | 41° 33′ 19″ N, 1° 25′ 29″ E / 41.5551852152663°N,1.42469092782664°E  |                                            |                                          | Modifica les dades a Wikidata |
|        | Masia del Paco Balcells            | masia         | Santa Coloma de Queralt |                      |                      | 41° 31′ 39″ N, 1° 22′ 41″ E / 41.5274329553593°N,1.37792436478723°E  |                                            |                                          | Modifica les dades a Wikidata |
|        | Masia del Pereres                  | masia         | Santa Coloma de Queralt |                      |                      | 41° 31′ 38″ N, 1° 21′ 41″ E / 41.5272239658806°N,1.36128128907959°E  |                                            |                                          | Modifica les dades a Wikidata |
|        | Masia del Rosic                    | masia         | Santa Coloma de Queralt |                      |                      | 41° 31′ 56″ N, 1° 22′ 21″ E / 41.5322566754555°N,1.37254165334036°E  |                                            |                                          | Modifica les dades a Wikidata |
|        | Masieta de Cal Fúria               | masia         | Santa Coloma de Queralt |                      |                      | 41° 34′ 17″ N, 1° 23′ 51″ E / 41.5712741422709°N,1.39750544617762°E  |                                            |                                          | Modifica les dades a Wikidata |
|        | el Ciment del Cano                 | masia         | Sarral                  |                      |                      | 41° 26′ 56″ N, 1° 14′ 25″ E / 41.4488775694369°N,1.24034529104795°E  |                                            |                                          | Modifica les dades a Wikidata |
|        | el Maset                           | masia         | Sarral                  |                      |                      | 41° 27′ 31″ N, 1° 16′ 20″ E / 41.458513575505°N,1.2723177252777°E    |                                            |                                          | Modifica les dades a Wikidata |
|        | Mas de l'Arassa                    | masia         | Sarral                  |                      |                      | 41° 28′ 42″ N, 1° 18′ 31″ E / 41.4784437064015°N,1.30851961042113°E  |                                            |                                          | Modifica les dades a Wikidata |
|        | Mas del Cano                       | masia         | Sarral                  |                      |                      | 41° 26′ 34″ N, 1° 17′ 55″ E / 41.4428282584905°N,1.29863597168488°E  |                                            |                                          | Modifica les dades a Wikidata |
|        | Mas del Cogul                      | masia         | Sarral                  |                      |                      | 41° 29′ 03″ N, 1° 18′ 28″ E / 41.484153°N,1.307732°E                 | bé integrant del patrimoni cultural català | Mas del Cogul                            | Modifica les dades a Wikidata |
|        | Mas del Nen                        | masia         | Sarral                  |                      |                      | 41° 27′ 11″ N, 1° 13′ 17″ E / 41.453078764281°N,1.22127999178647°E   |                                            |                                          | Modifica les dades a Wikidata |
|        | Bell-lloc                          | masia         | Savallà del Comtat      |                      |                      | 41° 33′ 30″ N, 1° 17′ 28″ E / 41.5584022304463°N,1.29112263222614°E  |                                            |                                          | Modifica les dades a Wikidata |
|        | Cal Bertran                        | masia         | Savallà del Comtat      |                      |                      | 41° 32′ 40″ N, 1° 17′ 09″ E / 41.5444895799732°N,1.28587827633715°E  |                                            |                                          | Modifica les dades a Wikidata |
|        | Cal Carulla                        | masia         | Savallà del Comtat      |                      |                      | 41° 32′ 40″ N, 1° 16′ 04″ E / 41.5445494700577°N,1.26764150507048°E  |                                            |                                          | Modifica les dades a Wikidata |
|        | Cal Cervera                        | masia         | Savallà del Comtat      |                      |                      | 41° 32′ 44″ N, 1° 18′ 26″ E / 41.5454712184656°N,1.30714504286131°E  |                                            |                                          | Modifica les dades a Wikidata |
|        | Masia de Bardines                  | masia         | Savallà del Comtat      |                      |                      | 41° 32′ 00″ N, 1° 18′ 57″ E / 41.5333302852753°N,1.31575664939447°E  |                                            |                                          | Modifica les dades a Wikidata |
|        | Ca la Nuri                         | masia         | Senan                   |                      |                      | 41° 28′ 11″ N, 1° 05′ 01″ E / 41.4697735171535°N,1.0836734007089°E   |                                            |                                          | Modifica les dades a Wikidata |
|        | Mas de l'Hereu                     | masia         | Senan                   |                      |                      | 41° 29′ 27″ N, 1° 03′ 12″ E / 41.4908162406446°N,1.05327374615003°E  |                                            |                                          | Modifica les dades a Wikidata |
|        | Mas del Batllevell                 | masia         | Senan                   |                      |                      | 41° 29′ 09″ N, 1° 03′ 17″ E / 41.48574639°N,1.05474444°E             |                                            |                                          | Modifica les dades a Wikidata |
|        | Mas del Foraster                   | masia         | Senan                   |                      |                      | 41° 28′ 31″ N, 1° 03′ 19″ E / 41.4754°N,1.05524°E                    |                                            |                                          | Modifica les dades a Wikidata |
|        | Vilabertró                         | masia         | Senan                   |                      |                      | 41° 28′ 29″ N, 1° 02′ 48″ E / 41.4746998563245°N,1.04671440640859°E  |                                            |                                          | Modifica les dades a Wikidata |
|        | Xalet de la Vilabertró             | masia         | Senan                   |                      |                      | 41° 28′ 13″ N, 1° 03′ 02″ E / 41.47027804163°N,1.0504672709659°E     |                                            |                                          | Modifica les dades a Wikidata |
|        | Mas de l'Espinac                   | masia         | Solivella               |                      |                      | 41° 26′ 57″ N, 1° 11′ 55″ E / 41.4492329678554°N,1.19872337878065°E  |                                            |                                          | Modifica les dades a Wikidata |
|        | Mas del Cara                       | masia         | Solivella               |                      |                      | 41° 27′ 06″ N, 1° 10′ 30″ E / 41.4517779089651°N,1.17504464565807°E  |                                            |                                          | Modifica les dades a Wikidata |
|        | Mas del Celdoni                    | masia         | Solivella               | 595                  |                      | 41° 28′ 48″ N, 1° 12′ 08″ E / 41.4801°N,1.2023°E                     |                                            |                                          | Modifica les dades a Wikidata |
|        | Mas del Pedrol                     | masia         | Solivella               | 485                  |                      | 41° 27′ 19″ N, 1° 11′ 57″ E / 41.45526667°N,1.19910833°E             |                                            |                                          | Modifica les dades a Wikidata |
|        | Masia del Ros                      | masia         | Solivella               |                      |                      | 41° 27′ 44″ N, 1° 12′ 01″ E / 41.4622369281485°N,1.20031516622229°E  |                                            |                                          | Modifica les dades a Wikidata |
|        | Masia del Xano                     | masia         | Solivella               |                      |                      | 41° 26′ 46″ N, 1° 11′ 41″ E / 41.4459819025495°N,1.19473131554262°E  |                                            |                                          | Modifica les dades a Wikidata |
|        | Tuells                             | masia         | Solivella               | 515                  |                      | 41° 27′ 47″ N, 1° 11′ 42″ E / 41.46305833°N,1.19511111°E             |                                            |                                          | Modifica les dades a Wikidata |
|        | Mas d'en Plaça                     | masia         | Vallclara               | 541                  |                      | 41° 23′ 05″ N, 1° 00′ 45″ E / 41.384773°N,1.012446°E                 |                                            |                                          | Modifica les dades a Wikidata |
|        | Mas de l'Abella                    | masia         | Vallclara               |                      |                      | 41° 22′ 36″ N, 0° 59′ 54″ E / 41.37661109761°N,0.99826251318294°E    |                                            |                                          | Modifica les dades a Wikidata |
|        | Mas de l'Anglès                    | masia         | Vallclara               |                      |                      | 41° 21′ 45″ N, 1° 00′ 38″ E / 41.362415048719°N,1.0106528579167°E    |                                            |                                          | Modifica les dades a Wikidata |
|        | Mas de la Llana                    | masia         | Vallclara               |                      |                      | 41° 21′ 38″ N, 1° 00′ 13″ E / 41.360490424271°N,1.0035386602287°E    |                                            |                                          | Modifica les dades a Wikidata |
|        | Mas de la Mariana                  | masia         | Vallclara               | 647                  | ruïnós               | 41° 22′ 55″ N, 0° 58′ 39″ E / 41.382004°N,0.977448°E                 |                                            |                                          | Modifica les dades a Wikidata |
|        | Mas del Xagra                      | masia         | Vallclara               | 707                  | ruïnós               | 41° 22′ 00″ N, 0° 58′ 17″ E / 41.366656°N,0.97149°E                  |                                            |                                          | Modifica les dades a Wikidata |
|        | Caseta del Guitard                 | masia         | Vallfogona de Riucorb   |                      |                      | 41° 32′ 36″ N, 1° 14′ 07″ E / 41.5432485190275°N,1.23540269203489°E  |                                            |                                          | Modifica les dades a Wikidata |
|        | la Serra del Martí                 | masia         | Vallfogona de Riucorb   |                      |                      | 41° 32′ 44″ N, 1° 12′ 59″ E / 41.5455478935469°N,1.21631346660558°E  |                                            |                                          | Modifica les dades a Wikidata |
|        | Caseta del Ros                     | masia         | Vilanova de Prades      |                      |                      | 41° 19′ 31″ N, 0° 57′ 19″ E / 41.3252795561185°N,0.955239414466732°E |                                            |                                          | Modifica les dades a Wikidata |
|        | Mas d'en Ponç                      | masia         | Vilanova de Prades      |                      |                      | 41° 19′ 26″ N, 0° 55′ 29″ E / 41.323966663344°N,0.92460275454729°E   |                                            |                                          | Modifica les dades a Wikidata |
|        | Mas d'en Povals                    | masia         | Vilanova de Prades      |                      |                      | 41° 20′ 05″ N, 0° 54′ 49″ E / 41.3348437376798°N,0.913533225901857°E |                                            |                                          | Modifica les dades a Wikidata |
|        | Mas de Viern                       | masia         | Vilanova de Prades      |                      |                      | 41° 21′ 13″ N, 0° 59′ 01″ E / 41.3536575716281°N,0.983649405830666°E |                                            |                                          | Modifica les dades a Wikidata |
|        | Mas del Baro                       | masia         | Vilanova de Prades      |                      |                      | 41° 20′ 34″ N, 0° 55′ 03″ E / 41.3427340675993°N,0.917524064674718°E |                                            |                                          | Modifica les dades a Wikidata |
|        | Mas del Flaret                     | masia         | Vilanova de Prades      |                      |                      | 41° 20′ 14″ N, 0° 55′ 07″ E / 41.3371046708246°N,0.918516090958209°E |                                            |                                          | Modifica les dades a Wikidata |
|        | Mas del Ruau                       | masia         | Vilanova de Prades      |                      |                      | 41° 20′ 17″ N, 0° 55′ 23″ E / 41.3379681253882°N,0.922934223311094°E |                                            |                                          | Modifica les dades a Wikidata |
|        | Mas del Sixera                     | masia         | Vilanova de Prades      |                      |                      | 41° 20′ 46″ N, 0° 54′ 54″ E / 41.3462111225132°N,0.915058663768326°E |                                            |                                          | Modifica les dades a Wikidata |
|        | Mas del Xiquet                     | masia         | Vilanova de Prades      |                      |                      | 41° 20′ 09″ N, 0° 54′ 51″ E / 41.3358023462498°N,0.914243536410455°E |                                            |                                          | Modifica les dades a Wikidata |
|        | Maset del Clot de Manrell          | masia         | Vilanova de Prades      |                      |                      | 41° 19′ 58″ N, 0° 57′ 01″ E / 41.3328931451156°N,0.950328908667692°E |                                            |                                          | Modifica les dades a Wikidata |
|        | Maset del Plans                    | masia         | Vilanova de Prades      |                      |                      | 41° 19′ 59″ N, 0° 56′ 11″ E / 41.333183230835°N,0.93625977060648°E   |                                            |                                          | Modifica les dades a Wikidata |
|        | Mas Cartenyà                       | masia         | Vilaverd                |                      |                      | 41° 19′ 11″ N, 1° 09′ 50″ E / 41.3195927065313°N,1.16386350871482°E  |                                            |                                          | Modifica les dades a Wikidata |
|        | Mas d'en Just                      | masia         | Vilaverd                |                      |                      | 41° 20′ 13″ N, 1° 09′ 20″ E / 41.337°N,1.15568°E                     |                                            |                                          | Modifica les dades a Wikidata |
|        | Mas Solans                         | masia         | Vilaverd                |                      |                      | 41° 19′ 13″ N, 1° 10′ 17″ E / 41.3201551874942°N,1.17147028411981°E  |                                            |                                          | Modifica les dades a Wikidata |
|        | Masia del Call                     | masia         | Vilaverd                |                      |                      | 41° 20′ 37″ N, 1° 11′ 00″ E / 41.34361944°N,1.18342556°E             |                                            |                                          | Modifica les dades a Wikidata |
|        | Pedrera de la Vall                 | masia         | Vilaverd                |                      |                      | 41° 21′ 19″ N, 1° 09′ 13″ E / 41.3551602261261°N,1.15363552839396°E  |                                            |                                          | Modifica les dades a Wikidata |
|        | Barraca de Cal Cintora             | masia         | Vimbodí i Poblet        |                      |                      | 41° 24′ 07″ N, 1° 01′ 31″ E / 41.4019252266561°N,1.0251505062668°E   |                                            |                                          | Modifica les dades a Wikidata |
|        | Cal Grasses                        | masia         | Vimbodí i Poblet        |                      |                      | 41° 22′ 23″ N, 1° 04′ 32″ E / 41.373065100386°N,1.07552667998898°E   |                                            |                                          | Modifica les dades a Wikidata |
|        | Cal Pastor                         | masia         | Vimbodí i Poblet        |                      |                      | 41° 22′ 46″ N, 1° 04′ 36″ E / 41.3793334662919°N,1.07657354841718°E  |                                            |                                          | Modifica les dades a Wikidata |
|        | Cal Villegues                      | masia         | Vimbodí i Poblet        |                      |                      | 41° 22′ 28″ N, 1° 04′ 29″ E / 41.374315768979°N,1.0748595237196°E    |                                            |                                          | Modifica les dades a Wikidata |
|        | Casa forestal de Castellfollit     | masia         | Vimbodí i Poblet        |                      |                      | 41° 20′ 16″ N, 1° 03′ 20″ E / 41.3377908671347°N,1.05554441434353°E  |                                            |                                          | Modifica les dades a Wikidata |
|        | Casa forestal del Tillar           | masia         | Vimbodí i Poblet        |                      |                      | 41° 20′ 05″ N, 1° 00′ 37″ E / 41.3346501015496°N,1.01039466315222°E  |                                            |                                          | Modifica les dades a Wikidata |
|        | Caseta de l'Estrella               | masia         | Vimbodí i Poblet        |                      |                      | 41° 21′ 50″ N, 1° 04′ 43″ E / 41.3638405864261°N,1.07867986586036°E  |                                            |                                          | Modifica les dades a Wikidata |
|        | Castellfollit                      | masia         | Vimbodí i Poblet        |                      |                      | 41° 21′ 01″ N, 1° 03′ 35″ E / 41.3502743787316°N,1.05979869456689°E  |                                            |                                          | Modifica les dades a Wikidata |
|        | Codoç                              | masia         | Vimbodí i Poblet        |                      |                      | 41° 25′ 46″ N, 1° 03′ 23″ E / 41.4294515160163°N,1.05641315364133°E  |                                            |                                          | Modifica les dades a Wikidata |
|        | el Salt                            | masia         | Vimbodí i Poblet        |                      |                      | 41° 23′ 37″ N, 1° 02′ 48″ E / 41.39365752855°N,1.0467787854663°E     |                                            |                                          | Modifica les dades a Wikidata |
|        | la Pena                            | masia         | Vimbodí i Poblet        | 883                  |                      | 41° 21′ 40″ N, 1° 05′ 31″ E / 41.361090720882°N,1.0919863354277°E    |                                            | Casa forestal de la Pena                 | Modifica les dades a Wikidata |
|        | les Setcases                       | masia         | Vimbodí i Poblet        |                      |                      | 41° 21′ 26″ N, 1° 04′ 38″ E / 41.3571765266743°N,1.07713059883804°E  |                                            |                                          | Modifica les dades a Wikidata |
|        | Mas d'en Pàmies                    | masia         | Vimbodí i Poblet        |                      |                      | 41° 23′ 15″ N, 1° 01′ 29″ E / 41.3875160428696°N,1.0247376062119°E   |                                            |                                          | Modifica les dades a Wikidata |
|        | Mas de Baix                        | masia         | Vimbodí i Poblet        |                      |                      | 41° 22′ 34″ N, 1° 02′ 02″ E / 41.3761247841218°N,1.03382350279615°E  |                                            |                                          | Modifica les dades a Wikidata |
|        | Mas de Conilla                     | masia         | Vimbodí i Poblet        |                      |                      | 41° 22′ 18″ N, 1° 03′ 53″ E / 41.3717589388149°N,1.06478001023237°E  |                                            |                                          | Modifica les dades a Wikidata |
|        | Mas de Dalt                        | masia         | Vimbodí i Poblet        | 575                  |                      | 41° 22′ 33″ N, 1° 01′ 38″ E / 41.375873°N,1.027299°E                 |                                            |                                          | Modifica les dades a Wikidata |
|        | Mas de la Bàrbara                  | masia         | Vimbodí i Poblet        |                      |                      | 41° 23′ 55″ N, 1° 03′ 26″ E / 41.3985820887497°N,1.05732148565661°E  |                                            |                                          | Modifica les dades a Wikidata |
|        | Mas de la Cova dels Foresos        | masia         | Vimbodí i Poblet        |                      |                      | 41° 23′ 39″ N, 1° 00′ 34″ E / 41.3942500762273°N,1.00940296770453°E  |                                            |                                          | Modifica les dades a Wikidata |
|        | Mas de la Mare de Déu de Guadalupe | masia         | Vimbodí i Poblet        |                      |                      | 41° 24′ 33″ N, 1° 02′ 25″ E / 41.4092816206094°N,1.04028920018878°E  |                                            |                                          | Modifica les dades a Wikidata |
|        | Mas de la Salut                    | masia         | Vimbodí i Poblet        |                      |                      | 41° 22′ 31″ N, 1° 01′ 07″ E / 41.37516243582°N,1.018634546905°E      |                                            |                                          | Modifica les dades a Wikidata |
|        | Mas del Cantó                      | masia         | Vimbodí i Poblet        |                      |                      | 41° 23′ 03″ N, 1° 01′ 10″ E / 41.3842817635046°N,1.01945387807188°E  |                                            |                                          | Modifica les dades a Wikidata |
|        | Mas del Carreres                   | masia         | Vimbodí i Poblet        |                      |                      | 41° 22′ 41″ N, 1° 02′ 00″ E / 41.3779991206024°N,1.03334850121938°E  |                                            |                                          | Modifica les dades a Wikidata |
|        | Mas del Fèlix                      | masia         | Vimbodí i Poblet        |                      |                      | 41° 22′ 58″ N, 1° 01′ 58″ E / 41.3829148073937°N,1.03269807000775°E  |                                            |                                          | Modifica les dades a Wikidata |
|        | Mas del Moragues                   | masia         | Vimbodí i Poblet        |                      |                      | 41° 22′ 18″ N, 1° 01′ 42″ E / 41.371725836206°N,1.0283043051369°E    |                                            |                                          | Modifica les dades a Wikidata |
|        | Mas del Potau                      | masia         | Vimbodí i Poblet        |                      |                      | 41° 22′ 54″ N, 1° 01′ 28″ E / 41.38156674389°N,1.0244193890804°E     |                                            |                                          | Modifica les dades a Wikidata |
|        | Mas del Soler                      | masia         | Vimbodí i Poblet        |                      |                      | 41° 22′ 24″ N, 1° 03′ 59″ E / 41.3732642894073°N,1.06645722118707°E  |                                            |                                          | Modifica les dades a Wikidata |
|        | Masia del Foradat                  | masia         | Vimbodí i Poblet        |                      |                      | 41° 21′ 37″ N, 1° 02′ 35″ E / 41.3603759589356°N,1.04306066572363°E  |                                            |                                          | Modifica les dades a Wikidata |
|        | Masia del Jaques                   | masia         | Vimbodí i Poblet        |                      |                      | 41° 21′ 42″ N, 1° 02′ 38″ E / 41.3615699063719°N,1.04388564967899°E  |                                            |                                          | Modifica les dades a Wikidata |
|        | Masia del Miracle                  | masia         | Vimbodí i Poblet        |                      |                      | 41° 22′ 30″ N, 1° 04′ 22″ E / 41.3748814075384°N,1.07265114792802°E  |                                            |                                          | Modifica les dades a Wikidata |
|        | Masia del Soler                    | masia         | Vimbodí i Poblet        |                      |                      | 41° 21′ 49″ N, 1° 02′ 41″ E / 41.3637383430069°N,1.04481299138215°E  |                                            |                                          | Modifica les dades a Wikidata |
|        | Masia dels Alberquins              | masia         | Vimbodí i Poblet        |                      |                      | 41° 21′ 32″ N, 1° 02′ 32″ E / 41.3588286753723°N,1.04211480355829°E  |                                            |                                          | Modifica les dades a Wikidata |
|        | Masia Noguers                      | masia         | Vimbodí i Poblet        | 535                  |                      | 41° 22′ 32″ N, 1° 05′ 20″ E / 41.3754474938498°N,1.08876529661748°E  |                                            | Masia Noguers                            | Modifica les dades a Wikidata |
|        | Pallissa del Tomaca                | masia         | Vimbodí i Poblet        |                      |                      | 41° 23′ 57″ N, 1° 00′ 17″ E / 41.3992561276527°N,1.00462088935299°E  |                                            |                                          | Modifica les dades a Wikidata |